# Jadwiga Badowska-Muszyńska
Jadwiga Badowska-Muszyńska (z domu Szafkowska, ur. 18 czerwca 1913 w Wilnie, zm. 26 czerwca 2007 w Poznaniu) – polska poetka, organizatorka teatrów, reżyserka słuchowisk.

## Osiągnięcia
W Wilnie ukończyła Szkołę Teatralną ZASP oraz Studium Teatralne RWZA. Założyła tam teatr dla dzieci Bajka, w którym reżyserowała bajki i współtworzyła (wraz z mężem) kukiełki. Pracowała w gdańskiej rozgłośni Polskiego Radia, gdzie m.in. reżyserowała słuchowiska. Od 1946 przez około półtora roku trudniła się rybactwem w Krynicy Morskiej. Potem pracowała przy powołaniu toruńskiego Teatru Lalek. Grała na deskach Teatru w Gnieźnie. W 1951 zamieszkała na stałe w Poznaniu. W latach 1958–1960 działała w Literackiej Grupie Niezależnych Swantewit (była też jej współzałożycielką). W tych samych latach uległa fascynacji sztuką hinduską, co zaowocowało założeniem teatru Agiwa, gdzie wystawiała własne sztuki. Pracowała także w Teatrze Marcinek w Poznaniu (była tam zarówno aktorką, literatką, plastykiem, jak i organizatorem widowni). Prowadziła do lat 80. XX wieku dziecięce zespoły teatralne Maseczka i Złoty Kluczyk oraz grupę recytatorską Talizman. Przez całe życie pisała wiersze, m.in. poświęcone Wilnu i Poznaniowi. Biegle władając francuskim, wydała w tym języku jeden tomik wierszy. Była aktywnym członkiem Polskiego Związku Esperantystów (także w tym języku wydała tomik poetycki). Była aktywną działaczką Stowarzyszenia Polsko-Litewskiego. Często publikowała wiersze i sztuki teatralne w Misiu i Świerszczyku. Była bliską przyjaciółką Ignacego Mosia, Nikosa Chadzinikolau, Łucji Danielewskiej i rodziny Fiedlerów.

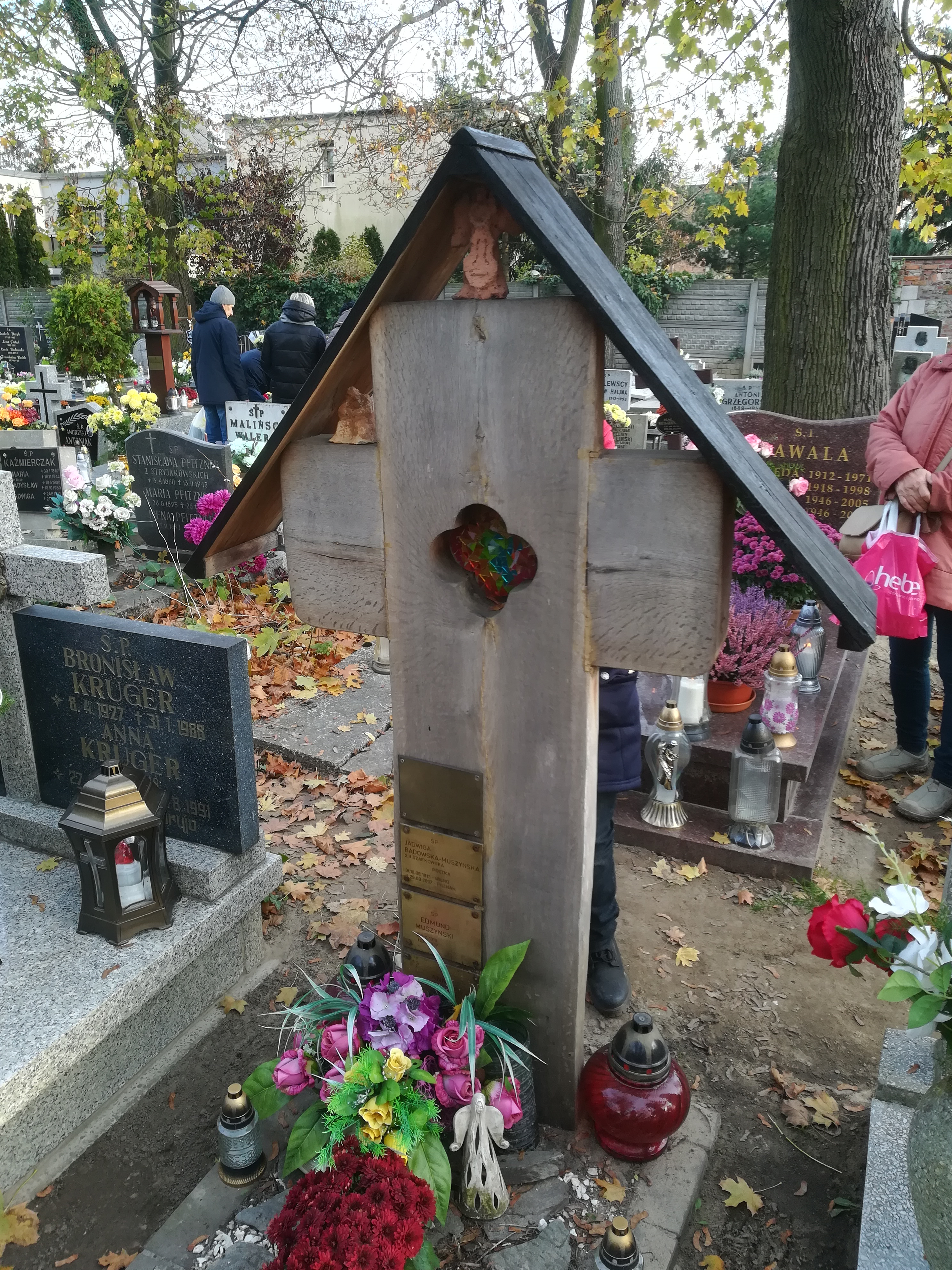
Grób na cmentarzu Górczyńskim w Poznaniu

Została pochowana na cmentarzu Górczyńskim w Poznaniu.

## Życie prywatne
Jej rodzicami byli Kazimierz Szafkowski (adwokat) i Anna Ignatiew (z pochodzenia Rosjanka). Brat – Witold (1911-1940) został zamordowany w Katyniu. Miała również młodszą siostrę, Irenę. Jej mężem był Jan Władysław Badowski (aktor), z którym rozwiodła się.